# بانكسيا سيسيليس
بانكسيا سيسيليس (Banksia sessilis) هو نبات مزهر ينتمي إلى جنس بانكسيا الذي يتبع فصيلة البروتياوية، وهي فصيلة نباتية معروفة بتنوع أعضائها وخصوصًا في أستراليا. يعد بانكسيا سيسيليس واحدًا من أكثر أنواع البانكسيا انتشارًا وشهرة في جنوب غرب أستراليا، يمتاز بقدرته على التكيف مع الظروف البيئية المتنوعة مثل السهول الساحلية والغابات المفتوحة.
يُعرف النبات أيضًا بعدة أسماء شائعة بحسب المناطق واستخدامات السكان المحليين، ومن أشهر هذه الأسماء "بانكسيا كلب البحر" (Coast Banksia) نسبةً إلى انتشاره في المناطق الساحلية، و"بانكسيا الحزام" (Parrot Bush) الذي يشير إلى ارتباطه الوثيق بطائر الببغاء في نظامه البيئي. 

## الوصف
ينمو نبات بانكسيا سيسيليس كشجيرة قائمة أو شجرة صغيرة يصل ارتفاعها عادة إلى حوالي 6 أمتار. تتميز سيقان النبات الجديدة في معظم الأنواع الفرعية بأنها مغطاة بشعيرات ناعمة تختفي تدريجيًا مع نضجها، بينما في النوع الفرعي (flabellifolia) تكون السيقان عادةً ناعمة وخالية من الشعيرات.
يختلف نبات بانكسيا سيسيليس عن بعض أنواع البانكسيا الأخرى بكونه لا يمتلك اللجنوتيوبر (lignotuber)، وهو نسيج جذري خاص يمكن النبات من إعادة النمو بعد الحريق أو الأضرار. هذا النسيج يلعب دورًا مهمًا في بقاء بعض النباتات واستعادة نموها مجدداً، بينما يعتمد بانكسيا سيسيليس بشكل أساسي على البذور لتجديد أفرعه بعد الحرائق، مما يؤثر على طريقة تكاثره وتكيفه مع بيئته الحارقة.
تتفاوت أوراق النبات في اللون بين الأزرق-الأخضر والأخضر الداكن، كما تختلف في الشكل حسب النوع الفرعي؛ فالأوراق في النوعين الفرعيين cygnorum وflabellifolia ذات شكل إسفيني مع أسنان تتركز قرب الطرف، أما في النوع الفرعي cordata فتتميز الأوراق بشكل إسفيني مسنن على طول الحافة، بينما في النوع الفرعي sessilis فهي أعرض عند القاعدة وتميل إلى الشكل المستطيل. يتراوح طول الأوراق بين 2 إلى 6 سنتيمترات، وعرضها بين 0.8 إلى 4 سنتيمترات، وتنمو إما مباشرةً على الساق بدون عنق ورقة، أو على عنق يصل طوله إلى 0.5 سنتيمتر.
تتجمع الأزهار في رؤوس قبابية قطرها بين 4 و5 سنتيمترات، تتوضع في نهاية السيقان. تحتوي كل رأس زهري على ما بين 55 إلى 125 زهرة صغيرة محاطة عند القاعدة بطبقة من الأغصان القصيرة (bracts). تتألف كل زهرة من هالة أنبوبية تتكون من أربعة سيقان متحدة وقلم طويل. في بداية التفتح يكون القلم محبوسًا داخل الهالة العلوية، ثم يتحرر عند مرحلة الإزهار (anthesis). يتراوح طول الهالة بين 20 إلى 32 مليمترًا، ولونها أصفر باهت، بينما يكون القلم مستقيمًا وأقصر قليلًا ولونه كريمي. خلافًا لمعظم أنواع البانكسيا، لا يرافق تحرير القلم تغير ملحوظ في لون الزهرة.
تستمر عملية الإزهار عادة لمدة أربعة أيام، حيث تفتح الأزهار الخارجية أولًا ثم تنتقل العملية تدريجيًا نحو الداخل. يبدأ موسم الإزهار من يوليو حتى نوفمبر، مع إمكانية بدء النوع الفرعي sessilis في مايو.
بعد انتهاء الإزهار، تتساقط الأجزاء الزهرية، وتتطور في قاعدة الرأس ما يصل إلى أربع ثمار خشبية تسمى القنوات أو الأغلفة الثمرية. تكون الثمار في مراحلها المبكرة مغطاة بشعيرات ناعمة تختفي مع النضج، وتأخذ شكلًا بيضاويًا يبلغ طولها بين 1 و1.5 سنتيمتر. عادة ما تفتح الثمار الناضجة فور بلوغها، لتكشف عن فاصل بذري خشبي وبذرتين مجنحتين، مما يسهل انتشارها ونجاح تكاثرها في البيئة الطبيعية.

## الاكتشاف والتسمية

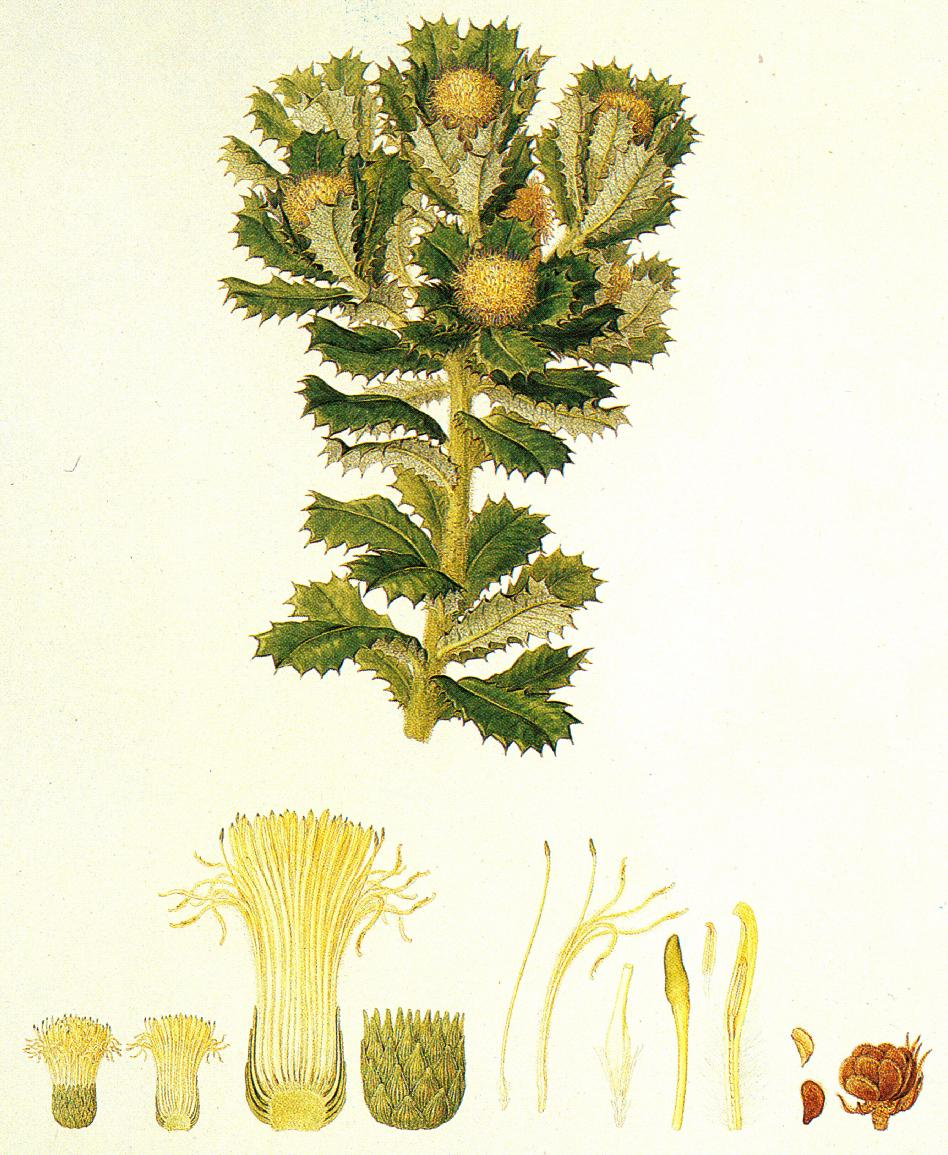
لوحة لفرديناند باور تُظهر نبات بانكسيا سيسيليس، استنادًا إلى رسومات ميدانية أجراها في كينغ جورج ساوند في ديسمبر 1801. تُظهر تفاصيل النبات مع مقاطع تشريحية لأجزاء الزهرة.

جُمعت أولى العينات المعروفة من نبات بانكسيا سيسيليس في عام 1791 على يد الجراح الأسكتلندي آرشيبالد منزيس، خلال زيارة بعثة فانكوفر الاستكشافية إلى منطقة كينغ جورج ساوند في جنوب غرب أستراليا. لم يُسجل موقعاً دقيقاً لجمع العينات، إذ وُصفت ببساطة بأنها من "نيو هولاند، كينغ جورج ساوند". وقد جمع منزيس في تلك الرحلة عينات من عدة أنواع أخرى من جنس بانكسيا، مما جعل مجموعته من أوائل الإسهامات المنهجية في دراسة هذا الجنس.
أُرسلت بذور هذه العينات إلى إنجلترا عام 1793، بينما بقيت العينات النباتية مع منزيس طوال رحلته وعانى بعضها من الفقد أو التلف. وعند عودته في عام 1795، أودعت العينات المتبقية في معشبة السير جوزيف بانكس، لكنها ظلت غير موصوفة لعدة سنوات.
أُعيد جمع النبات لاحقًا في ديسمبر 1801، عندما زارت سفينة HMS Investigator منطقة كينغ جورج ساوند الاسترالية، ضمّت البعثة عالم النبات روبرت براون، والرسام النباتي فرديناند باور، والبستاني بيتر غود، وقد جمع الثلاثة عينات من بانكسيا سيسيليس. لم تُحدد تواريخ أو مواقع دقيقة لهذه العينات، قام براون بإعادة تصنيف النبات ضمن جنس Dryandra تحت الاسم Dryandra floribunda، وبقي مستخدمًا لأكثر من قرن. وفي عام 2007، نُقلت جميع أنواع Dryandra إلى جنس بانكسيا نتيجة مراجعة تصنيفية قام بها أوستن ماست وكيفن ثايل، وأصبح الاسم العلمي المعتمد حاليًا:
Banksia sessilis (Knight) A.R.Mast & K.R.Thiele

## التوزيع والموطن
بانكسيا سيسيليس نبات متوطن في إقليم الزهور الجنوبي الغربي (Southwest Botanical Province) في أستراليا الغربية، وهو إقليم نباتي يُعد من أبرز مناطق التنوع الحيوي في العالم، ويتميّز بمناخ متوسطي يتمثل في شتاء رطب وصيف حار وجاف. ينتشر النبات في معظم أنحاء الإقليم، من كالبارّي (Kalbarri) شمالًا إلى كيب ليوين (Cape Leeuwin) جنوبًا، وشرقًا على طول الساحل الجنوبي حتى بريمر باي (Bremer Bay)، ومن ثمّ نحو الداخل حتى مناطق وونغان هيلز (Wongan Hills) وكولين (Kulin). وبذلك يغطي نطاقًا مناخيًا واسعًا، باستثناء المناطق شبه القاحلة في العمق، كما يغيب عن غابات "كاري" الرطبة في الجنوب الغربي الأقصى، باستثناء ظهور الصنف cordata في بعض السواحل المحاذية لتلك الغابات.
ينمو هذا النوع في مجموعة متنوعة من أنواع التربة، ويزدهر في ترب اللاتيريت والحصى، كما يُشاهد أيضًا في الرمال العميقة، والرمال التي تغطي اللاتيريت أو الحجر الجيري. ويوجد في أنواع متعددة من الغطاء النباتي، بما في ذلك الأجمات الساحلية، وأراضي الكوانغان (kwongan)، والشجيرات الطويلة، والغابات المفتوحة. كما يُعد من النباتات السفلية الشائعة في المناطق الجافة من غابات الجاره (Jarrah)، ويشكّل أحيانًا تجمعات كثيفة على ترب الحجر الجيري في سهل سوان الساحلي (Swan Coastal Plain).
يتسم هذا النبات بقدرته الكبيرة على إنتاج البذور، كما يُعد نباتًا غازيًا نشطًا في المناطق المضطربة والمفتوحة، حيث سُجّل مثلًا في بعض محاجر الحصى في منطقة دارلينغ سكارب (Darling Scarp).

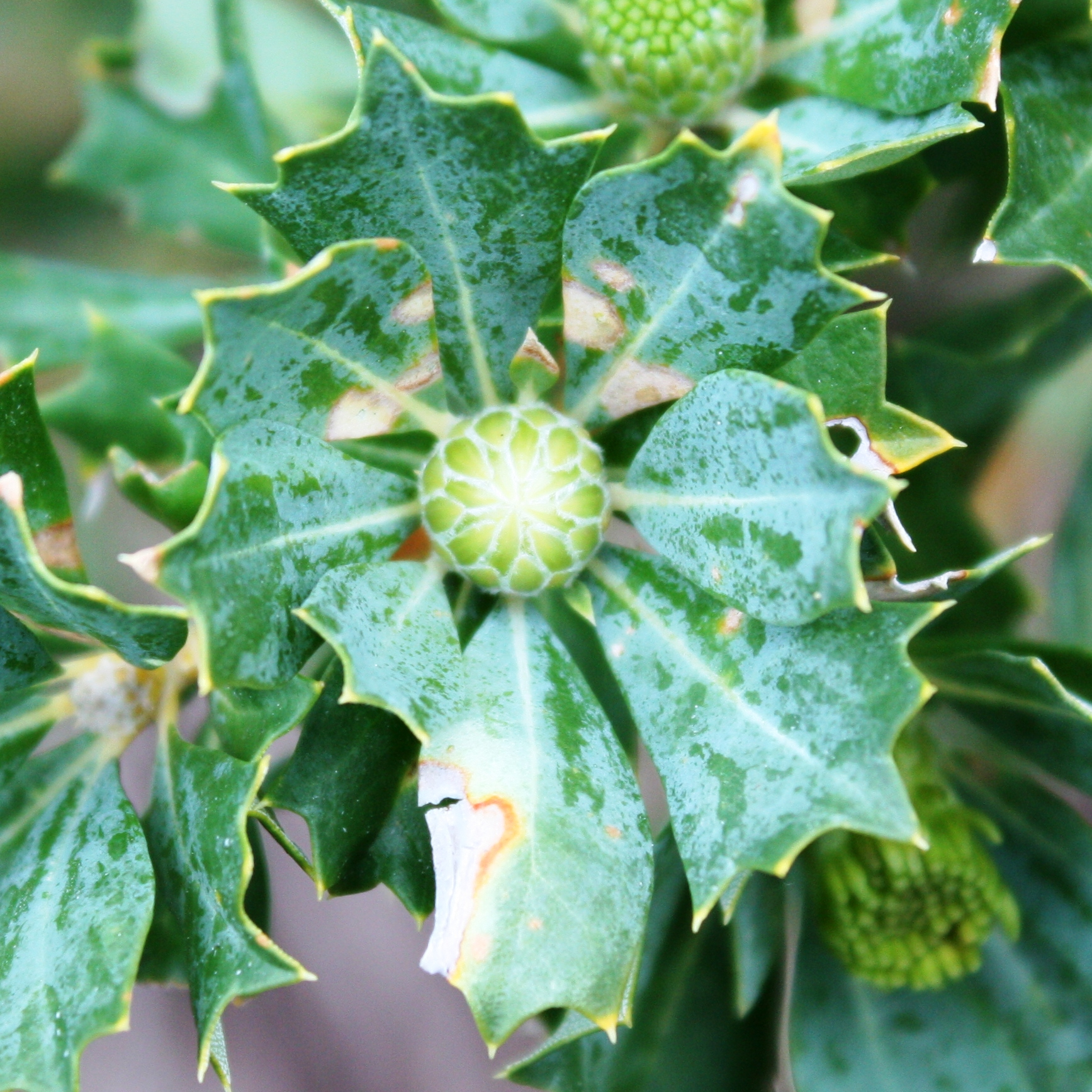
براعم غير متفتحة
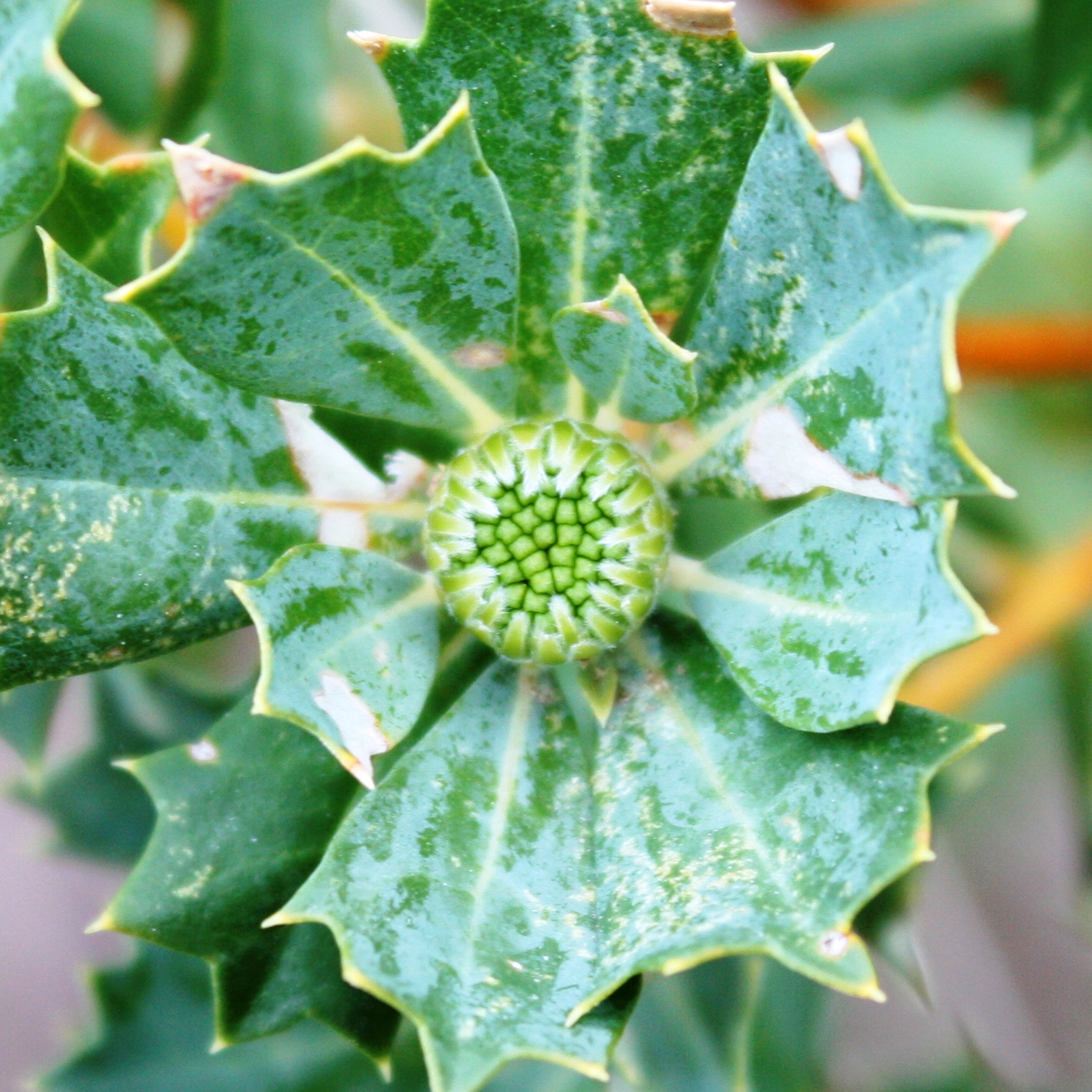
براعم تبدأ بالتفتح
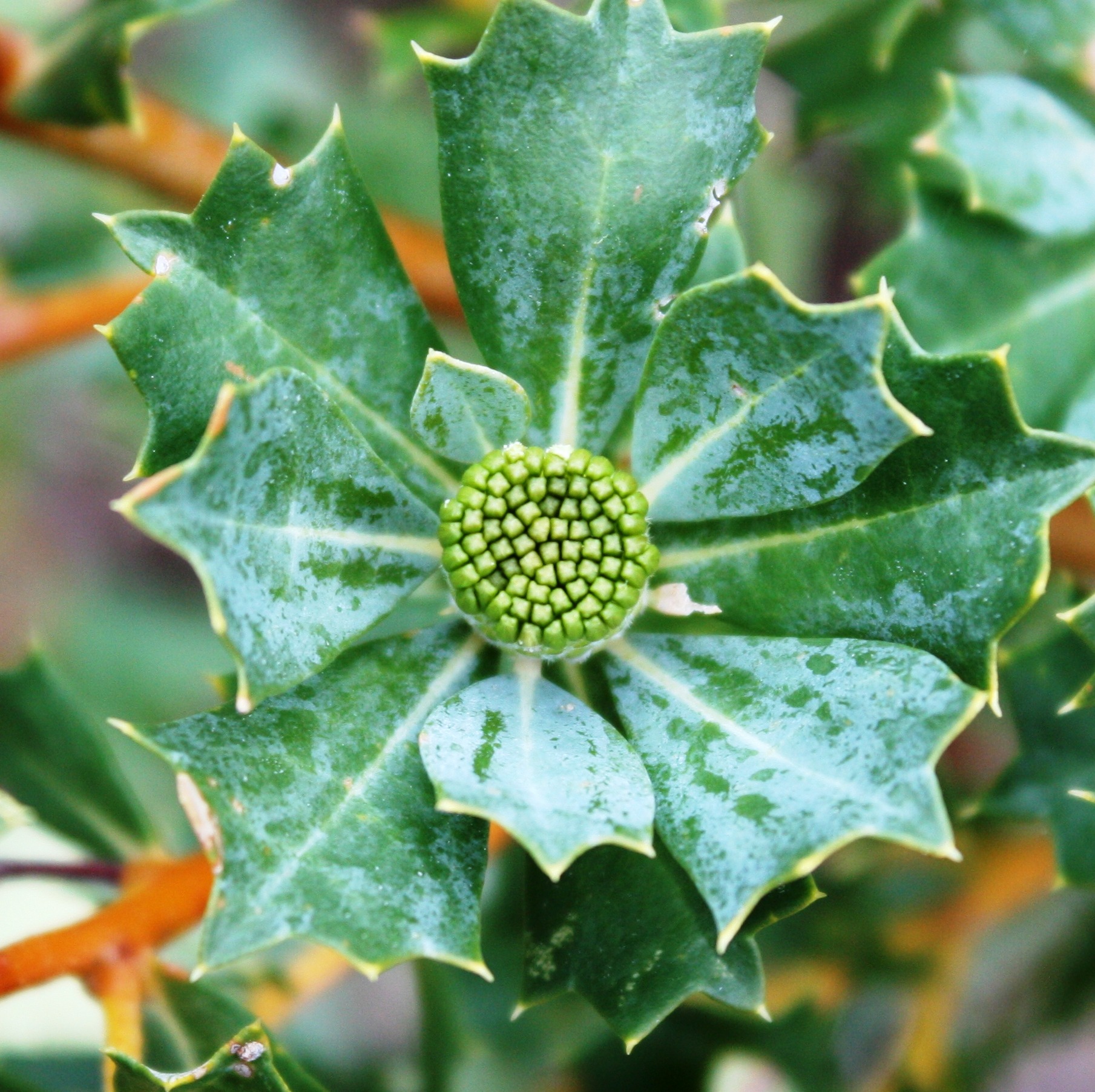
براعم في طور التفتح
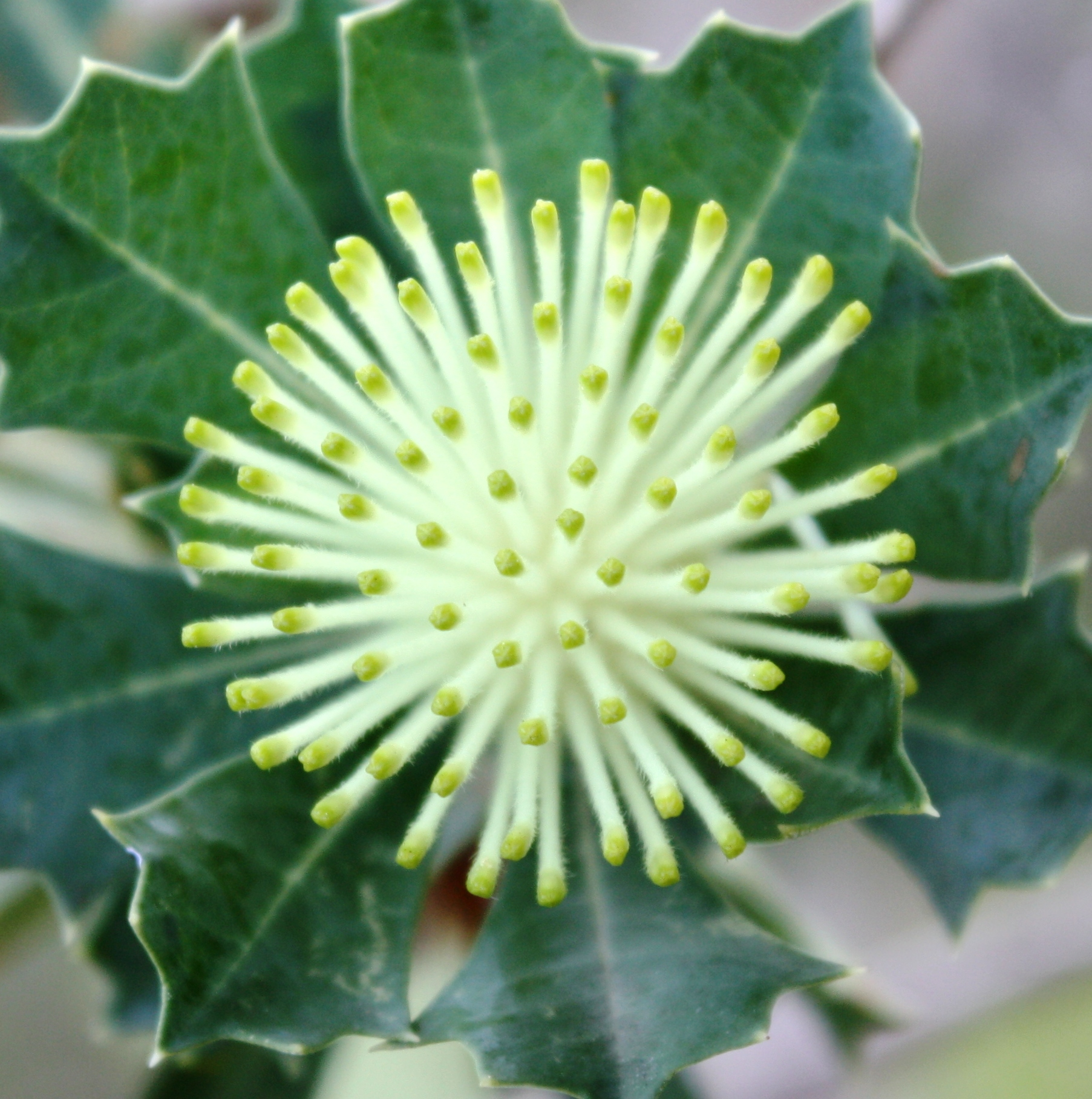
أزهار مكتملة قبل التلقيح
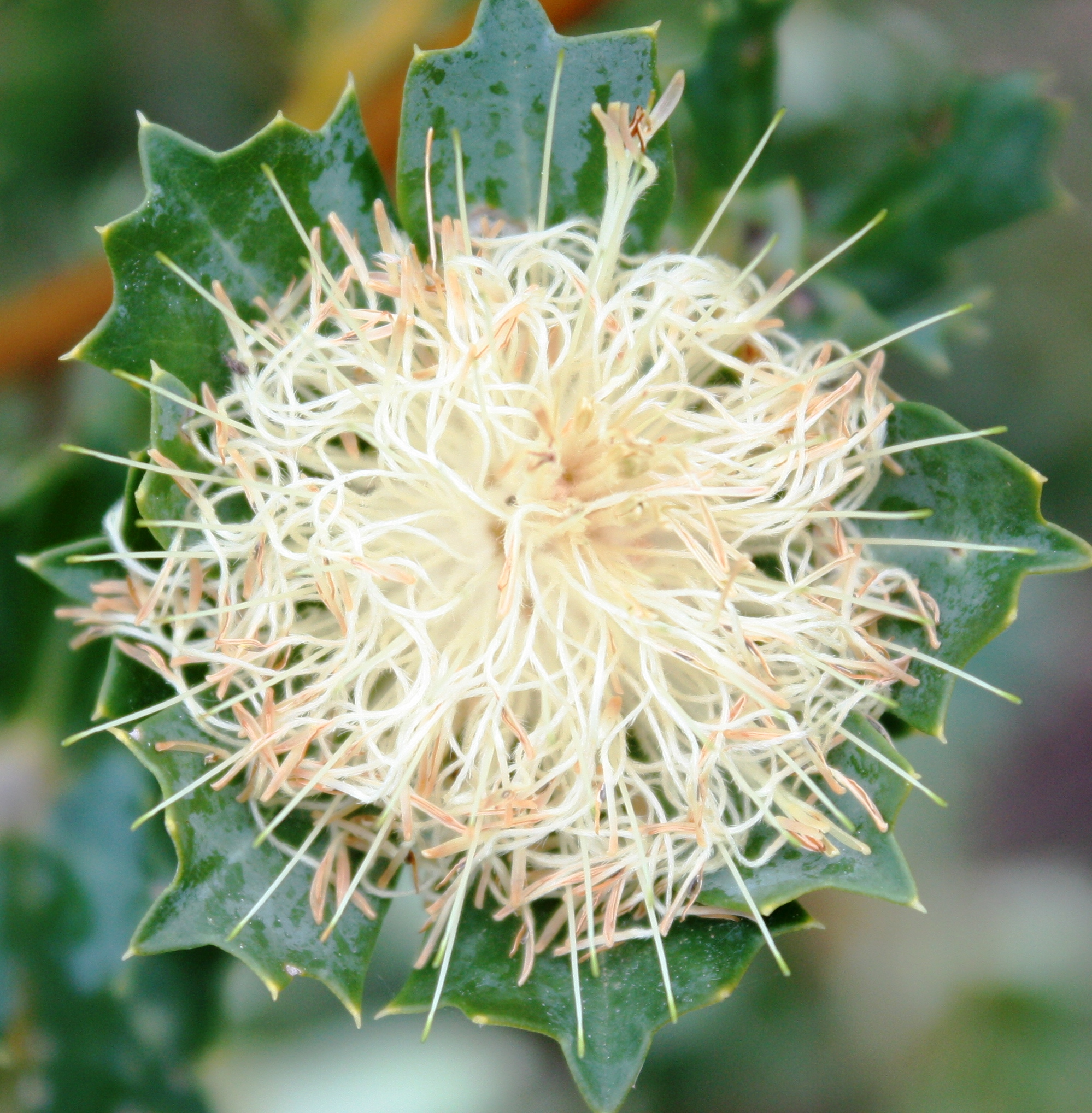
أزهار مفتوحة بعد التلقيح
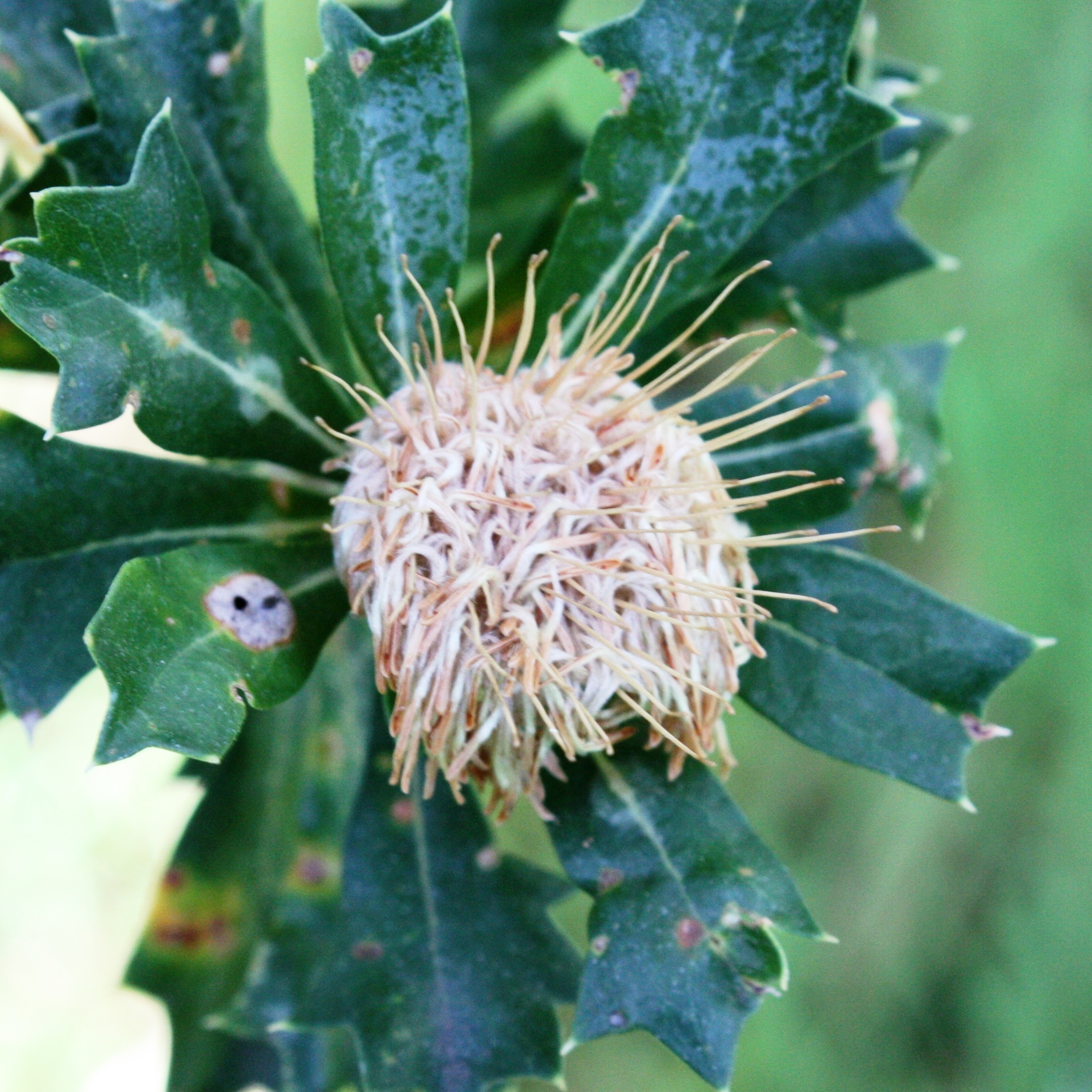
أزهار تذبل وتسقط

## البيئة والوظائف البيولوجية
يُعد رحيق بانكسيا سيسيليس مصدرًا غذائيًا مهمًا لعدة أنواع من طيور آكلي الرحيق (Honeyeaters)، وقد كشفت دراسة ميدانية أن هذا النبات يُشكّل المورد الرئيس للرحيق لدى ستة أنواع منها، من بينها: الطائر ذو التاج الكستنائي (Gliciphila melanops)، وطيور سبينبيل الغربية (Acanthorhynchus superciliosus)، وذات الوجنة البيضاء (Phylidonyris niger)، وطيور النحل البنية والسوداء (Lichmera indistincta وMelithreptus brevirostris وSugomel nigrum). كما لوحظ أن هذه الطيور تفضل البقاء في المواقع التي يكون فيها النبات أكثر وفرة، إذ تتأثر توزيعاتها بانتشار النبات. وتُشير دراسات أخرى إلى أن تنوع آكلي الرحيق وكثافتهم تقل في المناطق التي تفتقر إلى بانكسيا سيسيليس، مما يدل على أهميته البيئية في النظم البيئية للغابات مثل غابات الوندو والجاراه. كما تجتذب الأزهار طيورًا أخرى كطيور النطاط (Anthochaera) وطيور النحل الجديدة (Phylidonyris novaehollandiae).
تُعد البذور أيضًا غذاءً لبعض الطيور الكبيرة مثل ببغاء الرينغنك الأسترالي (Barnardius zonarius) والببغاء الأسود ذو المنقار الطويل (Zanda baudinii)، حيث تقوم بفتح القنوات الخشبية لاستخراج البذور. كما شوهدت نحلة العسل الأوروبية (Apis mellifera)، إلى جانب عدة أنواع من النحل المحلي من أجناس Hylaeus وLeioproctus وLasioglossum، تتغذى على النبات، وتُعتبر هذه الطيور عاملا أساسياً في تلقيح النبات، 
تُظهر أزهار بانكسيا سيسيليس تكيفات تعزز التلقيح الخلطي (التزاوج بين نباتات مختلفة)، فهي من نوع مُتقدم التذكير (Protandrous)، إذ تُطلق حبوب اللقاح قبل أن تصبح الزهرة مستقبلة له، مما يقلل احتمالات التلقيح الذاتي.
كما يُعد بانكسيا سيسيليس نباتًا مُنتجًا للبذور بكثرة، إذ بلغ متوسط الإنتاج في إحدى الدراسات 622 بذرة لكل نبات، مقارنة بمتوسط بذرتين فقط لنوع آخر من بانكسيا. وتُعتبر هذه الكثافة الإنجابية العالية تكيفًا في مواجهة الحرائق المتكررة. فهو نبات يتكاثر عبر البذور (Reseeder)، خلافًا للأنواع الأخرى، لا تعتمد هذه البذور على الحريق في انطلاقها، إذ تُحرر في الخريف تلقائيًا، وهو ما يجعل النبات قادرًا على استعمار الأراضي المفتوحة بسرعة.
رغم هذا، فإن إستراتيجية الإثمار التلقائي، إلى جانب الفترة الطويلة للوصول إلى مرحلة الإنجاب، تجعل النبات حساسًا تجاه تكرار الحرائق على فترات قصيرة. كما أن بذوره قصيرة العمر، وتموت إذا لم تنبت خلال فصل الشتاء الذي يلي إطلاقها، كما أنها حساسة للحرارة، إذ أظهرت دراسة أن تعرضها للماء المغلي لمدة دقيقة واحدة يُفقدها قدرتها على الإنبات تمامًا.
يمتلك بانكسيا سيسيليس جذورًا عُنقودية مركبة (Cluster roots)، وهي جذور جانبية كثيفة تُفرز مركبات عضوية (مثل السيترات والمالونات)، ما يساعد النبات على امتصاص العناصر الغذائية من التربة الفقيرة بالفوسفات، وهي سمة شائعة في معظم أفراد فصيلة البروتياوية في أستراليا.
على صعيد الأمراض، يُظهر بانكسيا سيسيليس حساسية عالية تجاه مرض العفن القاعدي (Phytophthora cinnamomi)، وهو مرض فطري منتشر في التربة يسبب تعفن الجذور ويمثل تهديدًا خطيرًا لأنواع عديدة من النباتات الأسترالية. ولأن بانكسيا سيسيليس كثيرًا ما يستعمر الأراضي المضطربة، فإنه يُسهم في استمرار المرض بعد فناء النباتات الأخرى. وقد أظهرت الدراسات أن استخدام فوسفيت (phosphite) يقلل من انتشار المرض في النبات لكنه لا يقضي عليه، كما أن له تأثيرات سلبية على خصوبة حبوب اللقاح.
كما رُصدت إصابات فطرية أخرى في بعض التجمعات الساحلية للنبات بفطر Armillaria luteobubalina، رغم أن معدل انتشاره يُعد بطيئًا نسبيًا مقارنة بأنواع الفطر المشابهة.

## الزراعة والاستخدامات البستانية
سُجلت انكسيا سيسيليس عام 1806، رسميًا كأحد نباتات الزينة المُزهرة في "هورتوس كيوينسيس" وفي عام 1810 كانت أنواعه تُزرع في حدائق أوروبية مثل فيينا وبلجيكا وهولندا، لكنها فقدت شعبيتها لاحقًا بسبب تراجع الاهتمام بفصيلة البروتياوية في أوروبا.
في أستراليا، لم يبدأ الاهتمام بزراعة النباتات المحلية إلا منتصف القرن العشرين. حيث نُشرت أولى المعلومات حول زراعة نباتات الدراياندرا في مجلة Australian Plants عام 1961، وشملت بانكسيا سيسيليس، وإن كانت المعلومات آنذاك مقتصرة على خصائصها الشكلية وتفضيلاتها البيئية.
تشير المعطيات الحديثة إلى أن بانكسيا سيسيليس نبات قوي التحمل، يُزهر بغزارة، ويتحمل الجفاف والصقيع المعتدل، ويُفضّل التربة جيدة التصريف بما في ذلك الترب الجيرية القلوية. يجتذب الطيور ويُعد مصدرًا ممتازًا للرحيق، مما يجعله محببًا لدى مربي النحل. غير أن حجمه الكبير يجعله غير مناسب للحدائق الصغيرة، ويُنتج عددًا كبيرًا من الشتلات عند توفر الظروف المثلى. لا يمكن إكثاره إلا بالبذور، إذ ثبت أن إكثاره بالعُقل غير ممكن عمليًا، وتستغرق البذور نحو 5–6 أسابيع للإنبات، بينما تبدأ النباتات في الإزهار بعد سنتين تقريبًا.